# Abū ʿAlī al-Dschubbā'ī
Abū ʿAlī Muhammad ibn ʿAbd al-Wahhāb al-Dschubbā'ī (arabisch أبو علي محمد بن عبد الوهاب الجبّائي, DMG Abū ʿAlī Muḥammad ibn ʿAbd al-Wahhāb al-Ǧubbāʾī; geboren 849 in Dschubbā in Chuzistan; gestorben 916 in ʿAskar Mukram bei Ahwāz) war einer der wichtigsten Theoretiker der Muʿtazila und gleichzeitig einer der bedeutendsten Vertreter des Kalām um die Wende vom 9. zum 10. Jahrhundert. Wie Ibn an-Nadīm vermerkt, kam ihm zu seiner Zeit die Führung der Muʿtaziliten von Basra zu. Unter den zahlreichen von ihm diktierten Werken befand sich auch ein Korankommentar. Dieser hat sich zwar nicht eigenständig erhalten, ist jedoch anhand von Zitaten in späteren Werken teilweise rekonstruiert worden.
Al-Dschubbā'īs Lehre hatte vor allem in Chuzistan und unter den Eliten von Fars viele Anhänger. Zu seinen zahlreichen Schülern gehörte auch der bekannte Theologe Abū l-Hasan al-Aschʿarī. Er wandte sich allerdings später von ihm ab und gründete eine eigene theologische Schule, die Aschʿarīya genannt wird.

## Leben

### Erster Lebensabschnitt
Abū ʿAlī al-Dschubbā'ī wurde in Dschubbā geboren, einem Ort zwischen Basra und Ahvaz am Dudschail-Fluss, in dem Zuckerrohr angebaut wurde. Er war der Nachfahre eines Klienten von ʿUthmān ibn ʿAffān namens Humrān ibn Abān. Über seine Kindheit ist kaum etwas bekannt, außer dass man ihn einmal vor dem Tode rettete, als er beim Wasserholen vom Wasser des Flusses fortgerissen wurde. Als er in jungen Jahren nach Basra kam, stieß er dort auf den Muʿtaziliten Abū Yaʿqūb Yūsuf ibn ʿAbdallāh asch-Schahhām, einen Gefährten des Abū l-Hudhail, und ging bei ihm in die Lehre. Es heißt, er habe gerne bei den Diskussionen der Kalām-Gelehrten zugehört und hinterher asch-Schahhām den genauen Verlauf der Diskussionen nacherzählt. Schon in diesen frühen Jahren war er für seine argumentative Stärke (qūwat al-ǧadal) bekannt. Bei einzelnen Diskussionen, an denen man ihn teilnehmen ließ, trieb er seine Gegner in die Enge.

### Aufenthalt in Bagdad
ʿAbd al-Dschabbār ibn Ahmad berichtet, dass al-Dschubbā'ī von seinem Vater genügend Vermögen hatte, um davon zu leben. Zwischen 870 und 872 verließ er Basra und lebte eine Zeitlang in Bagdad. Über seinen Aufhalt in Bagdad ist so gut wie nichts bekannt, außer dass hier der bekannte muʿtazilitische Gelehrte Abū l-Qāsim al-Balchī seinen Unterricht besuchte.
Aus einer Passage in al-Aschʿarīs doxographischem Werk Maqālāt al-islāmīyīn geht hervor, dass sich al-Dschubbā'ī allerdings in Bagdad in seiner religiösen Gedankenfreiheit beeinträchtigt sah. In dieser Passage wird berichtet, dass al-Dschubbā'ī grundsätzlich zwischen zwei Arten von geographischen Gebieten unterschied, dem „Haus des Unglaubens“ (dār al-kufr) und dem „Haus des Glaubens“ (dār al-īmān). „Haus des Unglaubens“ war für ihn „jedes Gebiet, das man nicht passieren kann oder in dem man sich nicht aufhalten kann, ohne eine Form des Unglaubens oder des Einverständnisses mit dem Unglauben zu zeigen.“ Auch Bagdad hielt al-Dschubbā'ī in diesem Sinne für ein „Haus des Unglaubens“, weil man sich dort nicht aufhalten könne, ohne Unglauben vorzugeben. Das, was er als Unglauben betrachtete, waren die sunnitischen Dogmen wie die Lehre von Unerschaffenheit des Korans und die Erschaffung der Sünden durch Gott.

### Als führender Theologe der Muʿtazila in ʿAskar Mukram
Um 890 zog al-Dschubbā'ī von Bagdad nach ʿAskar Mukram nordöstlich von Ahwāz um. In dieser kleinen Stadt, die auf Grund des in der Gegend betriebenen Zuckerrohranbaus sehr wohlhabend war, blieb er bis zum Ende seines Lebens wohnen und versammelte einen Kreis von Schülern um sich. Unter ihnen befanden sich bekannte Persönlichkeiten wie ʿAbd al-Wāhid ibn Muhammad al-Husainī, Muhammad ibn Zaid al-Wāsitī, Abū l-Fadl al-Hudschandī und Mūsā ibn Rabāh und Abū l-Hasan al-Aschʿarī. Auch aus Chorasan und Transoxanien reiste man zu ihm, um seinen theologischen Diskussionen zuzuhören. Eine besonders herausgehobene Position unter seinen Anhängern nahm Abū ʿAbdallāh Muhammad ibn ʿUmar as-Saimarī (gest. 927) ein, der fast gleich so alt wie al-Dschubbā'ī war und vorher bei den Muʿtaziliten in Bagdad, insbesondere al-Chaiyāt, studiert hatte. Al-Dschubbā'ī sprach von ihm angesichts seines Alters als „unser Meister“ (šaiḫu-nā), um ihm damit Respekt zu erweisen.
Unter denjenigen, die bei al-Dschubbā'ī studierten, waren auch seine Tochter und sein Sohn. Seine Tochter verbreitete die muʿtazilitischen Lehren unter den Frauen der Umgebung. Eines der Werke al-Dschubbā'īs bestand aus allein aus Antworten auf ihre Fragen. Mit seinem Sohn Abū Hāschim hatte al-Dschubbā'ī zahlreiche theologische Auseinandersetzungen. Diese führten in manchen Fällen dazu, dass er sich dessen Meinung anschloss.
Al-Dschubbā'ī soll nur sehr selten Bücher zur Hand genommen haben. ʿAbd al-Dschabbār ibn Ahmad zieht seine Gefährten mit der Aussage, sie hätten insgesamt nur zwei Mal Bücher in seiner Hand gesehen. Das erste sei der Zīdsch von al-Chwarizmi gewesen, das zweite al-Ǧāmiʿ al-kabīr von asch-Schaibānī.
Den Ort ʿAskar Mukram verließ al-Dschubbā'ī nur noch, wenn er in benachbarten Städten Diskussionsrunden beiwohnen oder finanzielle Angelegenheiten regeln wollte. So reiste er regelmäßig einmal im Jahr nach Ahwāz, wenn dort die Grundsteuer (ḫarāǧ) eingesammelt wurde, um den ihm zustehenden Anteil davon abzuholen. Diesen verteilte er dann unter seinen bedürftigen Schülern und den Armen der Umgebung. Abū ʿAlī at-Tanūchī (gest. 994) überliefert einen längeren Bericht darüber, wie al-Dschubbā'ī dem Chef der Finanzbehörde (ṣāḥib ad-dīwān) von Ahwāz, mit dem er befreundet war, seine Verantwortung für die Unrechtstaten seiner Beamten ins Gedächtnis rief und ihn dazu brachte, reumütig umzukehren und sein Amt aufzugeben. Außerdem wird berichtet, dass Dschubbā'ī einmal im Sūq von Ahwāz eine Disputation mit dem chorasanischen Muʿtaziliten al-Hārith al-Warrāq hatte.

### Der Bruch mit al-Aschʿarī
Ein sehr bekannter Schüler al-Dschubbā'īs war Abū l-Hasan al-Aschʿarī. Er wandte sich aber, nachdem er die Werke des basrischen Traditionariers Zakarīyā ibn Yahyā ad-Dabbī (gest. 920) kennengelernt hatte, von ihm ab und wurde Sunnit. Auslöser war nach dem Bericht Ibn Challikāns die Erörterung des Problems der drei Brüder, auf das al-Dschubbā'ī keine Antwort wusste. Bei diesem Problem wird angenommen, dass es drei Brüder gibt, von denen der eine gläubig, tugendhaft und fromm war, der zweite ein von Gott verworfener Ungläubiger und Wüstling und der dritte ein Kind. Al-Aschʿarī wollte wissen, wie das Schicksal der drei im Jenseits aussieht, wenn sie sterben. Al-Dschubbā'ī antwortete darauf: „Der tugendhafte Bruder hat eine hohe Stellung im Paradies, der Ungläubige ist in den Tiefen der Hölle, und das Kind ist unter denjenigen, die Rettung erlangt haben.“ – „Wenn nun der Bruder, der als Kind gestorben ist, die gleiche Stellung haben möchte, wie der tugendhafte Bruder, ist dies möglich?“ Al-Dschubbā'ī verneinte und begründete das damit, dass der tugendhafte Bruder in seinem Leben mehr verdienstvolle Werke erworben hatte als das Kind. Als al-Aschʿarī dagegen einwandte, dass der als Kind gestorbene Bruder durch seinen frühen Tod gar nicht die Gelegenheit gehabt habe, verdienstvolle Werke zu erwerben, versuchte al-Dschubbā'ī seinen frühen Tod damit zu erklären, dass Gott wusste, dass er im Falle des Weiterlebens sündig geworden wäre. Hierauf erwiderte al-Aschʿarī, dass in diesem Fall auch der Bruder, der zum Sünder geworden war, Anrecht auf einen frühen Tod gehabt hätte. Al-Dschubbā'ī konnte darauf nicht antworten.
Nach Ibn Challikān verließ al-Aschʿarī daraufhin al-Dschubbā'ī, und beide empfanden eine tiefe Aversion gegeneinander. Die beiden Theologen bekämpften sich fortan auch gegenseitig in ihren Schriften (siehe unten). Al-Aschʿarī soll sogar al-Dschubbā'īs Unterricht einmal in versteckter Weise besucht und eine Frau, die diesem Unterricht beiwohnte, dazu angestiftet haben, wiederholt Fragen zu stellen, die al-Dschubbā'ī nicht beantworten konnte. Nach as-Safadī (gest. 1363) bestand zwischen al-Aschʿārī und al-Dschubbā'ī eine Stiefbeziehung, dadurch dass letzterer al-Aschʿarīs Mutter geheiratet hatte, doch wird diese Aussage durch keine andere Quelle bestätigt.

### Tod und Begräbnis
Seinem Sohn Abū Hāschim trug er auf, ihn nach dem Tode auch in ʿAskar Mukram zu begraben und nicht von dort wegzuverlegen. Als er im Schaʿbān 303 (= Februar/März 916) dort starb, sprachen die Bewohner von ʿAskar Mukram das Totengebet für ihn. Abū Hāschim bestand jedoch darauf, den Leichnam seines Vaters nach Dschubbā zu verbringen und an dem Ort zu begraben, an dem auch seine Mutter und die Mutter Abū Hāschims lagen, in einer Ecke des Gartens von al-Dschubbā'ī.

## Werke
Das, was Abū ʿAlī al-Dschubbā'ī diktiert hat, soll nach dem Zeugnis seines Bagdader Kollegen Abū l-Husain al-Chaiyāt (gest. 913) allein 150.000 Blatt gefüllt haben. Ibn an-Nadīm führte in seinem Fihrist 70 Bücher von ihm auf, doch hat sich keines dieser Bücher eigenständig erhalten. Was sich in späteren Texten an Information über al-Dschubbā'īs Werke finden lässt, hat Daniel Gimaret in einer Bibliographie, die insgesamt 42 Werke umfasst, zusammengeführt.

### Sein Korankommentar
Aufmerksamkeit hat in der bisherigen Forschung vor allem al-Dschubbā'īs Kitāb at-Tafsīr erhalten. Das Werk soll aus insgesamt über 100 Teilen bestanden haben. Der zwölfer-schiitische Gelehrte Ibn Tāwūs (gest. 1266) hat in seinem Werk Saʿd as-suʿūd fī n-nufūs dem Korankommentar al-Dschubbā'īs ein ganzes Kapitel gewidmet und dort zahlreiche seiner Aussagen zitiert. Zitate aus dem Werk sind außerdem in späteren Tafsīr-Werken erhalten, so zum Beispiel dem Maǧmaʿ al-bayān von at-Tabrisī und dem Tafsīr kabīr von Fachr ad-Dīn ar-Rāzī. Rosalind Ward Gwynne und Daniel Gimaret haben sich unabhängig voneinander darum bemüht, anhand dieser Zitate al-Dschubbā'īs Tafsīr so weit wie möglich zu rekonstruieren.
Eine Besonderheit des Buches bestand darin, dass al-Dschubbā'ī darin keine früheren Exegeten zitierte, sondern lediglich den Muʿtaziliten Abū Bakr al-Asamm (gest. 816/7) zu Wort kommen ließ. Aus einer Bemerkung bei Ibn ʿAsākir geht außerdem hervor, dass al-Dschubbā'ī es in der Mundart seines Ortes Dschubbā verfasst hatte. Eine inhaltliche Besonderheit einer Koranexegese war, dass er die auf Hadithe gestützte Identifikation al-Chidrs mit dem Gottesknecht von Sure 18:65 ablehnte. Nach Ibn Tāwūs unterschied sich al-Dschubbā'īs Tafsīr außerdem dadurch von anderen Korankommentaren, dass darin kein Qisas al-anbiyāʾ- und Asbāb an-nuzūl-Material angeführt war und auch die Stellen, an denen sich der Iʿdschāz des Korans zeigt, nicht behandelt wurden.
Al-Dschubbā'īs Korankommentar hat viel Kritik hervorgerufen. Sein Schüler al-Aschʿarī verfasste einen Korankommentar, der als Widerlegung seines Tafsīr sowie desjenigen von Abū l-Qāsim al-Balchī angelegt war. Darin warf er al-Dschubbā'ī mit Verweis auf seine mundartliche Kommentierung vor, dass er die Sprache des Korans gar nicht verstehe. Auch Ibn Tāwūs zitierte aus dem Werk nur deswegen so ausführlich, um es zu widerlegen. Er bezichtigte al-Dschubbā'ī unter Verweis auf seine Abstammung von einem Klienten ʿUthmāns einer generellen Feindschaft gegenüber den Banū Hāschim und sah diese auch als den eigentlichen Grund dafür an, warum al-Dschubbā'ī nirgendwo in seinem Korankommentar auf die Autorität des ʿAbdallāh ibn ʿAbbās verwiesen hatte.

### Andere Werke
Eine systematische Abhandlung zu den Grundlagen der Muʿtazila war das Kitāb al-Uṣūl, zu dem al-Aschʿarī eine Widerlegung verfasste. Andere Themen, über die al-Dschubbā'ī eigenständige Werke verfasste, sind der Idschtihād (Gimaret Nr. 1), das Imamat (Nr. 7) und das Prinzip Al-Amr bi-l-maʿrūf wa-n-nahy ʿan il-munkar (Nr. 8). In vielen seiner Werke antwortete al-Dschubbā'ī auf Fragen von Schülern (Gimaret Nr. 13–15, 27, 28). Andere Schriften hatten den Charakter von Widerlegungen. Zu den Personen und Personengruppen, gegen die er solche Widerlegungen abfasste, gehörten die Muʿtaziliten Abū l-Hudhail (Nr. 18), al-Dschāhiz (Nr. 41). an-Nazzām und Muʿammar (Nr. 23), die Theologen Ibn Kullāb und Abū l-Hasan al-Aschʿarī (Nr. 19), die Churramiten (Nr. 20), die Christen (Nr. 21) und die Astrologen (Nr. 22). Allein fünf Schriften widmete al-Dschubbā'ī der Widerlegung von Werken Ibn ar-Rāwandīs (Nr. 32, 35, 36, 38, 42).
Gimarets Liste wurde in den letzten Jahren von Hassan Ansari noch durch ein weiteres Buch erweitert, nämlich das Kitāb al-Maqālāt, das in verschiedenen Büchern der jemenitischen Zaiditen erwähnt wird und möglicherweise mit einem anonym überlieferten Text identisch ist, den Hassan Ansari in einer Sammelhandschrift  in der Moscheebibliothek von Schahāra im Jemen entdeckt hat. Es handelt sich um ein doxographisches Werk, das sich mit den verschiedenen religiösen Strömungen und theologischen Schulen des Islams beschäftigt.

## Lehre
Die Lehren al-Dschubbā'ī sind sehr gut durch die Werke ʿAbd al-Dschabbārs bekannt, die viele Zitate von ihm enthalten, sowie durch al-Aschʿarīs doxographisches Werk Maqālāt al-islāmīyīn. Es wird betont, dass al-Dschubbā'ī in mehreren Punkten von der Lehre Abū l-Hudhails abwich. Er selbst wird mit der Aussage zitiert, dass es vierzig Fragen gebe, bei denen zwischen ihm und Abū l-Hudhail eine Meinungsverschiedenheit bestehe. Al-Malatī war dagegen der Auffassung, dass es nur 19 Punkte seien, bei denen er von Abū l-Hudhail abgewichen sei. Al-Dschubbā'ī hielt in jedem Fall sehr große Stücke auf Abū l-Hudhail. So wird er mit den Worten zitiert: „Es gibt in dieser Welt nach den Prophetengefährten niemanden größeren als Abū l-Hudhail, außer denjenigen, bei denen er gelernt hat, wie Wāsil ibn ʿAtā' und ʿAmr ibn ʿUbaid.“

### Ontologie
Fachr ad-Dīn ar-Rāzī hielt es für einen der auffälligsten Punkte in al-Dschubbā'īs Lehre, dass er für möglich hielt, dass ein Akzidens in einem Zustand gleichzeitig existent und nicht-existent sein kann. Weiter wird berichtet, dass al-Dschubbā'ī für möglich hielt, dass sich ein Akzidens gleichzeitig an vielen Orten, ja sogar einer Million verschiedener Orte, befinde. Al-Dschubbā'ī äußerte sich auch zu der strittigen Frage der Beständigkeit der Akzidentien. So lehrte er, dass die Farben, die Geschmacksqualitäten, die Gerüche, das Leben, die Fähigkeit, die Gesundheit und viele andere Akzidentien Bestand hätten, während er meinte, dass die Akzidentien, die der Lebendige unmittelbar an sich selbst hervorruft, keinen Bestand habe.
Hinsichtlich der Substanzen (ǧawāhir) lehrte er, dass sie nur von einer Art (ǧins) seien. Sie bildeten durch sich selbst verschiedene Substanzen, die teilweise ungleich seien und teilweise übereinstimmten, doch in Wirklichkeit unterschieden sie sich nicht voneinander.
Al-Dschubbā'ī wies die Aussage, dass die Dinge Dinge sind, bevor sie existieren, (al-ašyāʾ ašyāʾ qabla kauni-hā) als falsch zurück, lehrte aber, dass man sagen könne: „Die Dinge werden als Dinge gewusst, bevor sie existieren“ (al-ašyāʾ tuʿlam ašyāʾ qabla kauni-hā).

### Attribute und Namen Gottes
Zu den Teilen von al-Dschubbā'īs Lehrsystem, die am besten bekannt sind, gehören seine Ansichten zu den Attributen und Namen Gottes. Hierzu hatte er auch ein eigenständiges Werk abgefasst. Während Abū l-Hudhail gelehrt hatte: „Gott ist durch ein Wissen wissend ist, dass sein Wesen ist“, sagte al-Dschubbā'ī, Gott sei wissend durch sein Wesen (ʿālim li-ḏāti-hī), allmächtig und lebend aufgrund seines Wesen (qādir ḥaiy li-ḏāti-hī). Dies wollte er so verstanden wissen, dass „die Tatsache, dass Gott wissend ist, kein Attribut oder Modus des Wissens erfordere, die bewirkten, dass er wissend ist.“ Dasjenige, das nach al-Dschubbā'ī Gott am meisten auszeichnet, ist seine Anfangsewigkeit (qidam), denn während alle Geschöpfe in der Zeit entstanden sind, ist Gott anfangslos.
Wie andere Muʿtaziliten traf al-Dschubbā'ī eine Unterscheidung zwischen wesentlichen Attributen (ṣifāt an-nafs) und aktiven Attributen (ṣifāt al-fiʿl), wobei letztere die Attribute waren, die mit Gottes zeitlicher Aktivität verknüpft sind. Zu den aktiven Attributen gehören insbesondere die Gottesnamen Murīd, Muhibb, Wadūd, Rādī, Sāchit, Ghadbān, Muwālī, Muʿādī, Halīm, Rahmān, Rahīm, Rāhim, Chāliq, Rāziq, Bāri', Musauwir, Muhyī und Mumīt. Bei einigen Gottesnamen wie Karīm und Samad meinte er, dass sie sowohl wesentliche als auch aktive Attribute sein können, dann jeweils aber eine andere Bedeutung haben. Die Gottesnamen as-Samīʿ („der Hörende“) und al-Basīr („der Sehende“) wollte er so verstanden wissen, dass Gott nicht hörend und sehend ist, sondern dass er Hör- und Sehvermögen besitzt.
Hinsichtlich der Frage, welche Namen überhaupt auf Gott anwendbar sind, machte er im Gegensatz zu den Bagdader Muʿtaziliten nicht ihr Vorkommen im Koran zum Kriterium, sondern die Frage, ob „die Vernunft auf die Bedeutung hinweist.“ So meinte er, dass aufgrund von in der Zeit entstandenen Willensbetätigungen, die an keinen Ort gebunden sind, Gott als „Wollender“ (murīd) beschrieben werden könne. Auch meinte er, dass Gott ein Sprechender (mutakallim) sei, nämlich durch die Rede, die er „beim Lesen jedes Lesenden […] im Subjekte des Lesenden neu erschaffe“.
Über die Frage der Namen Gottes kam es auch zu Kontroversen mit seinem Schüler al-Aschʿarī. ʿAbd al-Qāhir al-Baghdādī berichtet, al-Dschubbā'ī habe Gott als „gehorsam gegenüber seinem Knecht“ (muṭīʿ li-ʿabdihī) bezeichnet, wenn er das tue, was der Mensch sich wünscht. Al-Aschʿarī habe ihn daraufhin getadelt, Gottes wahres Wesen zu verkennen. Da al-Dschubbā'ī meinte, dass man aus allen Handlungen Gottes Namen für ihn ableiten könnte, nagelte ihn al-Aschʿarī darauf fest, dass man dann Gott ja auch „Schwängerer der Frauen“ (muḥbil an-nisāʾ) nennen könne. Als al-Dschubbā'ī dies bejahte, warf ihm al-Aschʿarī vor, dass dies eine schlimmere Ketzerei sei als die Lehre der Christen, die für Gott die Bezeichnung „Vater Jesu'“ (Abū ʿĪsā) verwendeten.

### Ablehnung der Gottesschau
Wie die meisten Muʿtaziliten lehnte al-Dschubbā'ī die von den Sunniten vertretene Lehre von der „Gottesschau“ (ruʾyat Allāh) ab. Nach Asch-Schahrastānī wies er die Auffassung, dass Gott im Paradies mit den Augen gesehen werden könnte, zurück. Für das Koranwort in Sure 75:22f: „An jenem Tag wird es strahlende Gesichter geben, die auf ihren Herren schauen“ (wuǧūhun yaumaʾiḏin nāḍira, ilā rabbi-him nāẓira), auf das die Sunniten die Lehre von der Vision Gottes stützen, hatte er eine andere Deutung. Demnach war das Wort ilā in diesem Satz keine Präposition, sondern der Singular des Substantivs ālāʾ („Wohltaten“), so dass sich für den Satz eine ganz andere Bedeutung ergab: „An jenem Tag wird es strahlende Gesichter geben, die die Wohltat ihres Herren schauen.“

### Sündenlehre
Al-Dschubbā'ī betonte stark die Eigenverantwortlichkeit des Menschen. Der Mensch bringe seine Taten selbst hervor, sowohl die guten als auch die schlechten, sowohl den Gehorsam als auch die Widersetzlichkeit, wobei er selbständig und eigenmächtig (istiqlālan wa-stibdādan) handele. Nach einem Bericht, den Ibn al-Murtadā anführt, wies al-Dschubbā'ī jede Form der Berufung auf die göttliche Vorherbestimmung, um eigene Sünden zu rechtfertigen, als unzulässig zurück. Den Hadith, wonach Adam sein Aufbegehren gegenüber Gott im Sündenfall damit entschuldigt hatte, dass Gott ihm das vorherbestimmt habe, hielt er deswegen auch für unwahr.
Al-Dschubbā'ī zufolge gibt es ein klares System von künftigen Belohnungen und Bestrafungen. Wer eine große Sünde (kabīra) begeht, sei weder ein Gläubiger (muʾmin) noch ein kāfir, sondern stehe auf der Stufe eines „Abgeirrten“ (fāsiq). Wenn er keine Tauba vollziehe, sei er zu ewiger Höllenstrafe verdammt. Gegenüber dem Gelehrten ad-Dīnawarī pochte al-Dschubbā'ī darauf, dass Gott an sein Drohversprechen (waʿīd) gebunden sei, also Sünder und Ungläubige bestrafen müsse, weil er sonst wortbrüchig sei. Hierbei berief er sich unter anderem auf das Koranwort in Sure 11:119: „Ich werde wahrlich die Hölle mit lauter Dschinn und Menschen anfüllen.“

### Lutf: Die Lehre von dem göttlichen Gnadenerweis
Eine wichtige Rolle in al-Dschubbā'īs Denken nahm das Konzept des göttlichen Gnadenerweises (luṭf) ein, das er von Bischr ibn al-Muʿtamir übernahm. Er hatte seinen Schülern darüber auch ein eigenes Werk diktiert. Al-Dschubbā'ī glaubte, dass Gott solche „Gnadenerweise“ habe, doch meinte er, dass im Fall des Menschen, von dem Gott weiß, dass er fähig ist, ohne Lutf zu glauben, ihm die Tatsache, dass ihm Lutf erwiesen wird, die Belohnung vermindere, weil er dann ohne Anstrengung glauben würde. Wenn er umgekehrt glauben würde, ohne dass ihm Gott Gunst erweist, wäre seine Belohnung größer wegen der größeren Anstrengung.
Gott, so lehrte al-Dschubbā'ī, lasse den Menschen alles zukommen, was für sie am besten (al-aṣlaḥ) ist, allerdings sei das Beste nicht das angenehmste (al-alaḏḏ), sondern das, was für das Leben nach dem Tode am günstigsten und für das hiesige Leben am zweckmäßigsten sei, auch wenn es schmerze und gegen den Willen der Menschen geschehe. Es verhalte sich damit wie mit dem Trinken einer Arznei. Alle durch die Religion auferlegten Verpflichtungen (takālīf) seien Gunstbezeigungen (alṭāf) Gottes. Auch die Entsendung der Propheten, die Verordnung der religionsgesetzlichen Bestimmungen und die Aufstellung der Regeln (aḥkām) seien solche Gunstbezeigungen. Ähnlich war auch seine Auffassung hinsichtlich der Krankheiten und Leiden. Diese waren seiner Auffassung nach nicht wirklich etwas Böses (šarr), sondern nur im übertragenen Sinne. Vom Schmerz meinte er, dass dieser eintreten könne, damit etwas vergolten würde. Hiermit erklärte er auch die Schmerzen von Kindern. Doch komme es auch immer wieder vor, dass Gott den Menschen gegenüber unverdiente Großzügigkeit (tafaḍḍul) walten lasse.
Al-Dschubbā'īs Auffassung zufolge ist Gott nicht verpflichtet, das zu tun, was in jeder Hinsicht das Optimum (al-aṣlaḥ) für die Menschen ist, sondern nur das, was im Hinblick auf die Religion am besten ist. Als er gefragt wurde, welcher Sinn darin liege, dass Gott den Gottesgesandten sterben ließ, während er Iblīs weiterleben ließ, antwortete er: „Der einzige, auf den nicht verzichtet werden kann, ist Gott selbst. Was aber die Propheten anlangt, so macht Gott sie durch seine Gunstbezeigungen (alṭāf) verzichtbar. Wenn Gott gewusst hätte, dass in der Tötung von Iblīs ein Nutzen liegt, hätte er ihn getötet. Wenn er umgekehrt gewusst hätte, dass in seinem Weiterleben ein Unheil liegt, hätte er nicht weitergelebt. Derjenige jedoch, der bei seinem Weiterleben schlecht ist, würde auch bei seinem Tod schlecht sein.“

### Die Rolle der Vernunft in seinem Denken
Al-Dschubbā'ī sah die Vernunft (ʿaql) als ein wichtiges Beurteilungskriterium an. Dass er hinsichtlich der Frage, welche Namen auf Gott anwendbar sind, nicht ihr Vorkommen im Koran, sondern die Frage, ob „die  Vernunft auf die Bedeutung hinweist“, zum Kriterium machte, wurde bereits erwähnt. Al-Dschubbāʾī meinte auch, dass der Kalām deshalb die einfachste Sache sei, weil die Vernunft für ihn den Beweis liefere. Die Erkenntnis (maʿrifa), der Dank an den Wohltäter, die Kenntnis des Guten und Bösen seien ebenfalls etwas durch die Vernunft notwendig gegebenes. Er nahm auch eine auf die Vernunft gegründete Scharia an und beschränkte die prophetische Scharia auf die Maßbestimmungen der Regeln und die Zeitbestimmungen der Gehorsamshandlungen, zu denen die Vernunft keinen Zugang finde. Aufgrund der Vernunft und der Weisheit obliege es auch Gott, der selbst als „der Weise“ (al-ḥakīm) bezeichnet wird, den Gehorsamen zu belohnen und den Ungehorsamen zu bestrafen.

### Imamat und Haltung zur Schia
Asch-Schahrastānī schreibt, al-Dschubbā'ī und sein Sohn hätten hinsichtlich der Frage des Imamats die Auffassung vertreten, dass es durch freie Wahl verliehen werde. Präziser wird al-Dschubbā'īs Imamatslehre von ʿAbd al-Dschabbār ibn Ahmad wiedergegeben, der in seinem Muġnī aus al-Dschubbā'īs Werk zu diesem Thema zitiert. Demnach lehrte al-Dschubbā'ī, dass man bei einem Imam, der 1. zu denjenigen gehört, die für Vorzüglichkeit (faḍl), Anciennität (sābiqa) und umfassendes Wissen bekannt sind, von dem man 2. wisse, dass es in seiner Zeit niemanden gebe, der ihm gleichwertig ist, und 3. keine Eigenschaft besitzt, die ihn für das Amt disqualifiziert, verpflichtet sei, die Huldigung zu leisten, weil über ihn kein Zweifel bestehe. Wenn jemand von den Kriegern (ahl as-siyar) ihm gehuldigt habe, dann sei er durch dessen Huldigung Imam, so dass es den übrigen Muslimen obliege, ihn zu billigen. Eine Designation des Imams durch Übertragung des vorangehenden Imams lehnte al-Dschubbā'ī jedoch ab, es sei denn, die Designation stößt auf die Zustimmung der Gemeinschaft, so wie es sich bei der Designation ʿUmars durch Abū Bakrs verhalten hatte. Eine Enthebung vom Amt – auch auf eigenen Wunsch hin – hielt al-Dschubbā'ī beim Imam nicht für zulässig. Was von Abū Bakr überliefert wurde, dass er nach dem Ende der Ridda-Kriege um Amtsenthebung gebeten habe, sei nicht im eigentlichen Sinne gemeint gewesen, sondern nur eine Anwandlung von Frömmigkeit (zuhd) und die Bitte um Entlastung.
Über seine Position hinsichtlich des Nachfolgestreits sind die Angaben widersprüchlich. Asch-Schahrastānī schreibt, al-Dschubbā'ī und sein Sohn hätten wie die Sunniten die Auffassung vertreten, dass die Reihenfolge der Sahāba hinsichtlich ihres Rangs ihrer zeitlichen Reihenfolge beim Imamat entsprochen habe (d. h. Abū Bakr war der beste). Adh-Dhahabī überliefert von al-Dschubbā'ī dagegen die Auffassung, er habe hinsichtlich der Frage, ob ʿAlī oder Abū Bakr besser sei, Enthaltung (tawaqquf) geübt. Dies stimmt mit der Darstellung seiner Position bei Abū l-Hasan al-Aschʿarī überein. ʿAbd al-Dschabbār ibn Ahmad referiert allerdings von al-Dschubbā'ī die Auffassung, dass bei der Frage des Imamats eine Enthaltung unzulässig sei und deswegen die Muslime die Pflicht gehabt hätten, ʿAlī zu huldigen.
Der zaiditische Autor Ibn al-Murtadā (gest. 1437) betonte ebenfalls al-Dschubbā'īs Nähe zur schiitischen Position. Er zitiert den Gelehrten Ibn Farzūyeh mit der Aussage, al-Dschubbā'ī habe das Buch von ʿAbbād ibn Sulaimān (gest. ca. 864) über die Bevorzugung Abū Bakrs widerlegt, das Buch von al-Iskāfī (gest. 854) über die Bevorzugung ʿAlīs jedoch nicht. Daran könne man erkennen, dass der Vorwurf des ʿAlī-Hasses (naṣb), den die Rāfiditen gegen al-Dschubbā'ī erhoben, unberechtigt sei. Seinen Gegnern, die er als Nawābit bezeichnete, habe al-Dschubbā'ī Inkonsequenz vorgeworfen, insofern als sie einerseits pro-alidische Hadithe überlieferten, es aber andererseits mit Muʿāwiya hielten.
Für eine schia-freundliche al-Dschubbā'īs spricht auch, was ʿAbd al-Dschabbār in seinem Werk Faḍl al-iʿtizāl von ihm berichtet. Demnach strebte al-Dschubbā'ī danach, die Reihen von Muʿtaziliten und Schiiten in seinem Ort ʿAskar Mukram zu vereinen, da die Schiiten in der Lehre vom Tauhīd und von Gottes Gerechtigkeit (ʿadl) mit den Muʿtaziliten übereinstimmten und lediglich hinsichtlich des Imamats andere Auffassungen hegten. Die Vereinigung der beiden Gruppen sei schon auf gutem Weg gewesen, doch habe sich al-Dschubbā'īs Schülers diesen Plänen entgegengestellt, so dass das Projekt letztendlich scheiterte.
Spätere Autoren betrachteten al-Dschubbā'ī vor allem als Feind der Rāfiditen. As-Safadī überlieferte von ihm die Aussage, dass das Hadith Ahmad ibn Hanbal gehöre, der Fiqh den Hanafiten, der Kalām der Muʿtazila, den Rāfiditen jedoch nur die Lüge. Auch Ibn Tāwūs sah in al-Dschubbā'ī einen Feind der Rafiditen. Dem steht jedoch wiederum ein Bericht Ibn al-Murtadās gegenüber, wonach al-Dschubbā'ī al-Dschāhiz wegen dessen Polemik gegen die Rāfiditen kritisierte.

## Spaltung der Anhängerschaft nach seinem Tode
Al-Dschubbā'īs Sohn Abū Hāschim, der beim Tode des Vaters erst 25 Jahre alt war, wich in verschiedenen Punkten von der Lehre seines Vaters ab. As-Saimarī, der kurz nach dem Tod al-Dschubbā'īs nach Bagdad umzog, verteidigte dagegen dessen Lehre und erklärte Abū Hāschim wegen seiner Abweichungen zu einem Ungläubigen. Die frühere Anhängerschaft al-Dschubbā'īs teilte sich dementsprechend in zwei Gruppen auf. Die eine folgte seinem Sohn Abū Hāschim, die andere hielt dessen Lehren für falsch und setzte sich von ihm ab und betrachtete as-Saimarī als die führende Autorität. Die Anhänger der beiden Schulen wurden später als Bahschamīya und Ichschīdīya bekannt.
Abū Hāschim antwortete auf die Anwürfe as-Saimarīs mit eigenen Traktaten, in denen er diese zu widerlegen versuchte. As-Saimarī versuchte umgekehrt, Abū Hāschims Gegner auf seine Seite hinüberzuziehen. Er verteidigte die Lehre al-Dschubbā'īs auch gegen andere Muʿtaziliten. So schrieb er zum Beispiel eine Erwiderung auf Abū l-Qāsim al-Balchī, der in einer Schrift al-Dschubbā'īs Lehre von dem Optimum (al-aṣlaḥ) zurückgewiesen hatte.
Auch der zwei Generationen später lebende Muʿtazilit ʿAbd al-Dschabbār ibn Ahmad betrachtete Abū ʿAlī noch wie einen eigenen Lehrer und bezeichnete ihn in seinen Werken folgerichtig immer wieder als „unser Scheich“ (šaiḫu-nā). Darüber hinaus wurde al-Dschubbā'ī auch außerhalb der muʿtazilitischen Kreise verehrt. Der hanafitische Gelehrte Ahmad ibn ʿAlī al-Dschassās (gest. 981) zum Beispiel rühmte al-Dschubbā'ī dafür, dass er die Wissenschaft des Kalām erleichtert, erreichbar gemacht und ihre Schwierigkeiten behoben habe.